# Michel Léon Hirsch
Michel Léon Hirsch (29. května 1907, Paříž – prosinec 1989) byl francouzský novinář, rozhlasový publicista, překladatel z češtiny, vedle Hanuše Jelínka největší propagátor české literatury ve Francii.
Mezi válkami studoval v Praze a překládal básně (Otokar Březina, František Halas, Vítězslav Hálek, Vladimír Holan, Vítězslav Nezval, Jaroslav Seifert), prozaiky (Vladislav Vančura, Egon Hostovský) i divadelní hry (Karel Čapek). V třicátých letech působil ve Francouzském institutu v Praze. Pro La Revue française de Prague přeložil Cestu na jitřní Jana Čepa pod mírně změněným titulem Nuit de Noël (La RFP, č. 60, 15. června 1933, s. 90–95). Po válce pracoval na francouzském ministerstvu informací a byl tajemníkem umělecké sekce francouzsko-české společnosti (Amitié Franco-Tchécoslovaque) a vedoucím československé sekce Radia Paříž a spolupracoval i v redakci pro Afriku a Střední Východ u ORTF (Office de Radiodiffusion Télevision Francaise).

## Dílo
- Poèmes d'Otokar Březina, traduis du tchèque et présentés par Michel-Léon Hirsch (1935)
- Lettres de Prague
- Les Trois cheveux d'or du vieillard qui sait tout : D'après K. J. Erben, adapté du tchèque par M.-L. Hirsch. (1948)
- L'Incendiaire, Egon Hostovský
- Hordubal – Karel Čapek
- Au printemps, salut (in: Otokar Březina, Mistero de doloro – Tajemství bolesti, Jaroměřice nad Rokytnou-Svitavy 2014, str. 81)